# Adiantum mcvaughii
Adiantum mcvaughii är en kantbräkenväxtart som beskrevs av John T. Mickel och Joseph M. Beitel.
Adiantum mcvaughii ingår i släktet Adiantum och familjen Pteridaceae. Inga underarter finns listade i Catalogue of Life.